# Homogene vergelijking
Voor de opkomst van de abstracte algebra gaven wiskundigen een meetkundige betekenis aan veeltermvergelijkingen. Ze hadden een voorkeur voor homogene vergelijkingen omdat men geen inhouden, oppervlakken en lijnstukken kan optellen (dat zou betekenisloos zijn). Wanneer alle termen echter van dezelfde graad zijn, stellen ze ook hetzelfde voor.
Als in een wiskundige vergelijking de graad van alle van nul verschillende eentermen dezelfde is, dan is die vergelijking homogeen.
In volgende voorbeelden zijn x en y de variabelen en a en b zijn van nul verschillende constanten.
- De vergelijking {\displaystyle axy+x^{2}=b^{2}y^{2}\,}  is homogeen.

- De vergelijking {\displaystyle x^{3}+xy^{2}=ay^{2}\,} is niet homogeen

- De vergelijking {\displaystyle x^{3}+ay^{3}=b\,}  is niet homogeen, want de term in het rechter lid heeft graad nul in de variabelen x en y.

## Homogeen ten opzichte van een welbepaald stel variabelen
In plaats van te onderzoeken of alle eentermen uit een wiskundige vergelijking dezelfde graad hebben ten opzichte van alle variabelen welke in die vergelijking voorkomen, wordt nu vooraf een stel variabelen vastgelegd. Alle andere variabelen worden dan voor een ogenblik als constant beschouwd. 
Als men zegt dat een vergelijking homogeen is ten opzichte van x en y betekent dit dat men een ogenblik al de rest als constant beschouwd en onderzoekt of alle eentermen dezelfde graad hebben voor de variabelen x en y. 
Voorbeelden: 
- {\displaystyle x^{3}+xy^{2}z=ax^{2}yz^{2}\,} is homogeen ten opzichte van  x en y.
- {\displaystyle h(2x+4y+7)+k(x-y+3)=0\,} is homogeen ten opzichte van h en k.
- {\displaystyle a\sin ^{3}x+b\cos ^{2}x\sin x=0\,} is homogeen ten opzichte van {\displaystyle \sin x\,} en {\displaystyle \cos x\,}